# Cyperus pulcherrimus
Cyperus pulcherrimus là loài thực vật có hoa trong họ Cói. Loài này được Willd. ex Kunth mô tả khoa học đầu tiên năm 1837.